# Connor Hellebuyck
Connor Charles Hellebuyck (Commerce, 19 maggio 1993) è un hockeista su ghiaccio statunitense.
Dal 2015 gioca in NHL coi Winnipeg Jets, che lo avevano selezionato al draft del 2012.
Ha indossato la maglia degli Stati Uniti in occasione dei mondiali del 2014, 2015 (nel quale gli statunitensi vinsero il bronzo) e 2017.
Ha inoltre disputato la World Cup of Hockey 2016 con la selezione del Team Nord America.

## Palmarès

### Nazionale

#### Mondiali
- 1 medaglia:
  -  1 bronzo (Repubblica Ceca 2015)

### Individuale
- Vezina Trophy: 1

2019-2020